# Miletus hyllus
Miletus hyllus är en fjärilsart som beskrevs av Hans Fruhstorfer 1915. Miletus hyllus ingår i släktet Miletus och familjen juvelvingar. Inga underarter finns listade i Catalogue of Life.